# Clouds (Joni Mitchell)
| Recensione              | Giudizio        |
| ----------------------- | --------------- |
| AllMusic                | [ 3 ]           |
| Robert Christgau        | C               |
| Sputnikmusic            | 4.1 (Excellent) |
| Piero Scaruffi          | [ 6 ]           |
| Dizionario del Pop-Rock | [ 7 ]           |
| 24.000 dischi           | [ 8 ]           |

Clouds è il secondo album della cantautrice canadese Joni Mitchell, pubblicato nel maggio del 1969 dalla Reprise Records.
Come nel precedente album la cantautrice canadese si avvale della collaborazione di Stephen Stills.
Il disco contiene brani come Chelsea Morning e Both Sides, Now che saranno in seguito eseguiti in varie versioni da altri musicisti.
L'album ricevette un Grammy Award come miglior album di folk dell'anno e si classificò al numero 31 della classifica statunitense Billboard 200.

## I brani
- Tin Angel è dedicato probabilmente all’amore travagliato di Joni Mitchell nei confronti di Roy Blumenfeld.[12] Il brano costituisce l’apertura del disco, triste e conturbante sia dal punto di vista musicale che da quello testuale. La traccia ebbe una gestazione problematica con l’iniziale produzione di Paul A. Rothchild che impiegò tre settimane per intervenire su una singola canzone, e che pertanto la musicista ritenne inadeguato al compito. La folksinger si rivolse allora all’ingegnere del suono Henry Lewy pregandolo di assisterla sotto il profilo tecnico nella rifinitura della traccia e nel completamento dell’album, e la decisione affermativa di Lewy rappresentò l’inizio di un fecondo sodalizio artistico decennale.[13] Insieme a Urge for Going, Tin Angel fu eseguita con un’accordatura standard, prima che Joni Mitchell si convertisse alle accordature aperte.[14]

- Chelsea Morning è stata composta quando la folksinger abitava nel quartiere di Chelsea a New York, in una stanzetta[15] che abbelliva con oggetti acquistati in un negozio dell’usato.[16] Nel brano ricorre un radioso risveglio, e i versi diffondono spontaneità e leggerezza;[17] Joni Mitchell trasmette innocenza attraverso il ricorso alla semplicità del discorso quotidiano.[18] Il debito nei confronti di Leonard Cohen si ravvisa in un verso che ne richiama uno simile presente in Suzanne.[19] Prima della versione incisa su Clouds, il brano era già stato reso famoso dall’interpretazione di Judy Collins, e verrà poi inciso da decine e decine di musicisti, fra i quali Barbra Streisand[20] e i Fairport Convention nel loro primo album.[21]

- I Don’t Know Where I Stand dà conto della duplicità nei rapporti affettivi: da un lato il cedere all’innamoramento, dall’altro la preoccupazione di essere respinti,[22] in un disordine esistenziale con l’alternarsi di comportamenti istintivi e razionali che prelude alla “woman of heart and mind” di qualche anno dopo.[23] A indicare questa doppiezza, la melodia inizia in tono minore, passa a maggiore e poi ha un accordo minore, e con questi passaggi rappresenta la fugacità della felicità e le infinite sfumature della solitudine.[24] Anche questo brano troverà posto nel primo album dei Fairport Convention.[21]

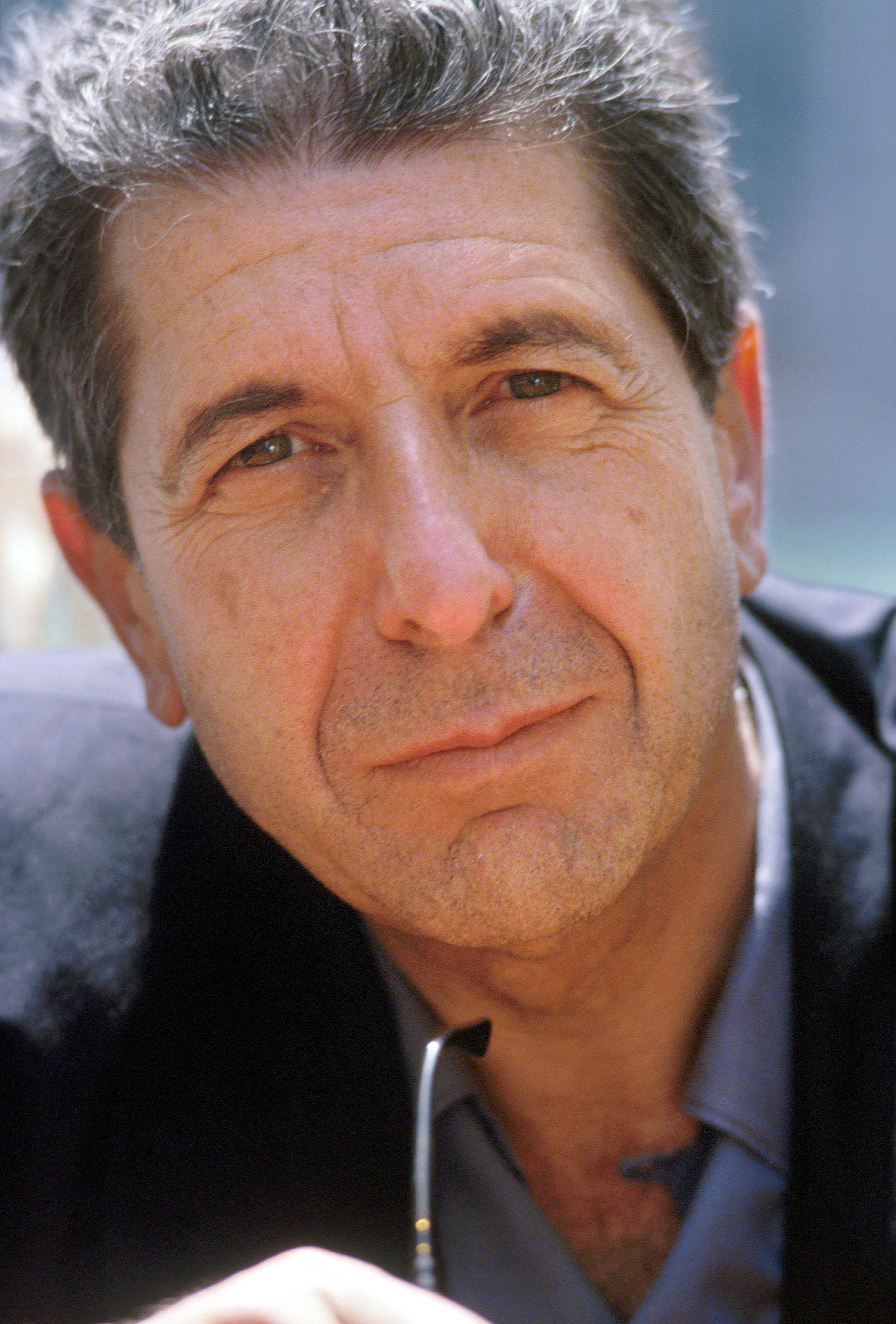
Leonard Cohen, 1988

- That Song About the Midway parla di un uomo ritratto “come un rubino all’orecchio di un uomo di colore”.[25] A seconda delle interpretazioni, la composizione è dedicata a Leonard Cohen oppure indirizzata a David Crosby, i due personaggi che a diverso titolo influenzarono gli esordi di Joni Mitchell; a differenza dei brani nei quali Dylan parla della fine di una relazione, l’esecuzione di Joni Mitchell è molto delicata ma altrettanto velenosa.[26]

- Roses Blue canta di una ragazza che ha l’ossessione per le pratiche occulte,[22] e utilizza l’artificio poetico della parola o frase finale di ciascun verso che viene replicata in funzione di apertura del verso successivo.[27] Non soltanto per le profezie di morte, le misteriose pozioni e l’astrologia delle quali il testo abbonda, la traccia ha in sé qualcosa di magico, come sostiene Dave Douglas che la reinterpretò nel suo album del 1998 Moving Portraits. In Live in Tokyo del 2004 il brano fu eseguito anche dal pianista jazz Brad Mehldau.[28]

- The Gallery è eseguita dalla musicista canadese con una voce da corista femminile[29] e i testi raffigurano Leonard Cohen come collezionista di donne,[30] facendole interpretare il ruolo di una donna succube – mentre si sarebbe identificata nell’altro personaggio – e concludendo con toni amari e dolenti.[31]

- I Think I Understand è una composizione datata 1966, e – insieme a The Circle Game – segna l’inizio della carriera compositiva di Joni Mitchell;[32] trova fonti di ispirazioni nel Tolkien di The Lord of the Ring.[33]

- Songs to Aging Children Come propone visioni psichedeliche con un linguaggio artificioso e con una voce e un gorgheggio non naturali.[34] La composizione venne inserita nel film antimilitarista Alice’s Restaurant, diretto da Arthur Penn e tratto dall’omonimo lavoro di Arlo Guthrie.[35]

- The Fiddle and the Drum era originariamente intitolata Song for America.[30] Il brano a cappella è chiaramente riferito alla guerra che gli USA stavano combattendo in Vietnam. Utilizza un linguaggio eterno e quindi valido per tutti i conflitti bellici, anche se in quella fase storica costituiva un inno alla pace generato dagli orrori della guerra che stampa e televisione veicolavano, e condiviso da una generazione di giovani americani contrari all’impegno guerrafondaio del proprio Paese nel Sud-est asiatico.[36]

- Both Sides, Now è una delle più famose canzoni di Joni Mitchell,[37] tanto da generare quasi seicento reinterpretazioni da parte di altri artisti. Venne concepita nel marzo del 1967, a seguito della lettura di Henderson the Rain King, di Saul Bellow, e dopo un viaggio aereo che le aveva dato modo di vedere le nuvole dall’alto;[38] e fu composta nel momento più acuto di crisi con il marito Chuck.[39] Judy Collins fu la prima interprete della composizione, e con Both Sides, Now vinse un Grammy per la miglior performance folk. Quando fu ideato il progetto di Song to a Seagull la canzone – che era già stata scritta – non trovò posto nella scaletta del primo album per questioni tematiche ma anche perché la cantautrice voleva che il suo primo lavoro contenesse melodie inedite.[40]

## Tracce
Tutti i brani sono stati composti da Joni Mitchell.
Lato A
1. Tin Angel – 4:06
2. Chelsea Morning – 2:30
3. I Don't Know Where I Stand – 3:10
4. That Song About the Midway – 4:33
5. Roses Blue – 3:47

Durata totale: 18:06
Lato B
1. The Gallery – 4:06
2. I Think I Understand – 4:22
3. Songs to Aging Children Come – 3:03
4. The Fiddle and the Drums – 2:45
5. Both Sides, Now – 4:30

Durata totale: 18:46

## Musicisti
- Joni Mitchell - voce, chitarra, tastiere
- Stephen Stills - basso

Note aggiuntive:
- Joni Mitchell - produttore (eccetto brano: Tin Angel)
- Paul A. Rothchild - produttore (solo brano: Tin Angel)
- Registrazioni effettuate al A&M Studios di Hollywood, California
- Henry Lewy - ingegnere della registrazione